# ولسویل (کانزاس)
ولسویل (به انگلیسی: Wellsville) شهری در ایالت کانزاس کشور ایالات متحده آمریکا است که جمعیت آن در سرشماری سال ۲۰۱۰ میلادی، ۱٬۸۵۷ نفر بوده‌است.